# Saek
Le saek ou sek, taï sek, est une langue taï-kadaï, parlée au Laos, en Thaïlande et en Chine. La langue est menacée.

## Classification
Le saek appartient au sous-groupe des langues taï du Nord, rattaché aux langues taï au sein de la famille taï-kadaï.

## Répartition géographique
Les Saek forment trois populations séparées géographiquement. En Thaïlande, la langue est en voie de disparition. Tout comme au Laos, elle est remplacée par la langue lao. Quelques Saek vivent en Chine, où ils sont recensés dans la minorité Zhuang.

## Sources
- (en) David Bradley, 2007, East and Southeast Asia dans christopher Moseley (éditeur) Encyclopedia of the world’s endangered languages, pp. 349-424, Milton Park, Routledge.